# Chiesa di San Carlo Borromeo (Pontida)
La chiesa di San Carlo Borromeo è il principale luogo di culto cattolico di Roncallo Gaggio frazione di Pontida in provincia e diocesi di Bergamo; fa parte del vicariato di Mapello-Ponte San Pietro.

## Storia
La chiesa è stata edificata nei primi anni del XX secolo per desiderio della popolazione abitante la località.

La posa della prima pietra per l'edificazione di un edificio di culto nella frazione di Roncallo Gaggio fu benedetta nel 1910. Già l'anno successivo, dopo che la popolazione aveva richiesto l'autonomia durante la visita pastorale sul territorio del 1907, il 9 novembre 1911, il vescovo di Bergamo Giacomo Radini-Tedeschi eresse canonicamente la parrocchia di Roncallo Gaggio, dismembrandola da quella di San Giacomo di Pontida. La chiesa fu intitolata a san Carlo Borromeo.
Nel 1931 fu eseguita la pavimentazione del sagrato. Nel 1975 furono eseguiti lavori di restauro e nuova affrescatura delle decorazioni.
L'archivio della curia vescovile conserva il documento che indica la chiesa inserita nella vicaria di Pontida fino al 1916 con lo spostamento nella vicaria di Mapello. Con decreto del 27 maggio 1979 la chiesa di San Carlo Borromeo fu inserita nel vicariato locale di Mapello-San Pietro.

## Descrizione

### Esterno
L'edificio di culto, con orientamento a sud, è anticipato dal sagrato in ghiaietto. La facciata a salienti in pietra a vista, con le due sezioni laterali più basse rispetto a quella centrale, terminanti con pinnacoli, è tripartita da lesene complete di capitelli posti nella parte superiore.
L'ingresso principale è rialzato da quattro gradini e presenta colonnine modanate e a tortiglioni con piccoli capitelli che reggono l'arco a sesto acuto. Nella parte superiore il grande rosone atto a illuminare l'aula leggermente sfondato. Le lesene laterali terminano con il capitello dove è posto il pinnacolo, mentre la parte centrale con tetto a due falde coronato dalla croce ferrea.

### Interno
L'interno a unica navata si divide da colonne in cinque campate. Le lesene reggono archi a sesto acuto. Il fonte battesimale è collocato nella prima campata a sinistra. Vi sono inoltre gli altari dedicati a san Giuseppe, sant'Antonio abate, del Sacro Cuore e della Madonna. Il pulpito ligneo è posto nella terza campata.
La zona presbiteriale a pianta rettangolare con volta a crociera, è rialzato di tre gradini. La parte termina abside con volta a ombrello e il coro con copertura a catino.